# Teresa Belloc

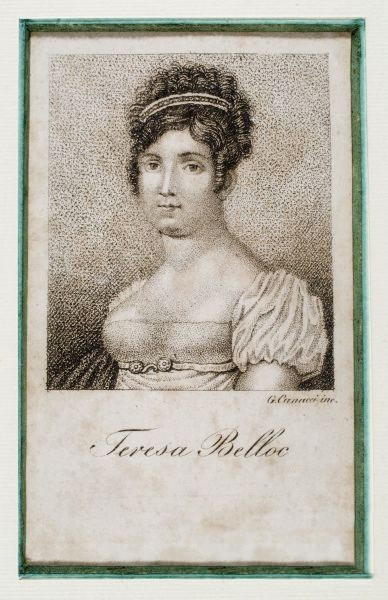
Teresa Belloc

Teresa Belloc oder Teresa Belloc-Giorgi (geborene Maria Teresa Ottavia Faustina Trombetta; * 2. Juli 1784 in San Benigno Canavese; † 13. Mai 1855 in San Giorgio Canavese) war eine berühmte italienische Opernsängerin (Mezzosopran), die unter anderem in Opern von Rossini, Mayr und Paër auftrat.

## Leben
Ihre Eltern waren Carlo Trombetta und Agnese Clerc; ihr Vater war Jakobiner und stand in französischen Diensten und ihre Mutter soll laut Regli (der aber nicht immer zuverlässig ist) georgische Wurzeln gehabt haben. Teresa erhielt ihre erste musikalische Erziehung in Turin und möglicherweise in Paris (laut Regli).
Ihr Debüt hatte sie am 1. September 1801 am Teatro Carignano in Turin als Laurina in Giovanni Simone Mayrs L’equivoco, ossia Le bizzarrie d'amore, unter dem Namen „Maria Teresa Giorgi“. Sie sang dort außerdem in Paërs La Virtù al cimento. Mayrs Laurina sang sie auch bei ihrem ersten Auftritt an der Mailänder Scala am 2. April 1803, diesmal unter dem Namen „Belloc-Giorgi“, da sie offenbar inzwischen Angelo Belloc, einen Arzt der französischen Armee, geheiratet hatte. Zu dieser Zeit hatte sie bereits „rund 17 Hauptrollen“ in ihrem Repertoire. Mailand blieb mehr als zwei Jahrzehnte das Zentrum ihrer Laufbahn.
Großen Erfolg hatte sie in Paisiellos Nina, mit der sie bekannt wurde und die sie auch 1803 in Paris sang. Dort wurde sie auch in Martín y Solers Una cosa rara und als Griselda von Paër bewundert.
Laut Fétis war ihre Stimme ein „Mezzosopran von kleinem Umfang, aber sehr reiner Tonqualität, und ihr Stil war im allgemeinen ausdrucksvoll und bewegend“ („son accent était en général expressif et touchant“).
In der Folge ging die Belloc wieder zurück nach Italien, wo sie in Genua, Venedig und wiederum in Mailand auftrat. Zu ihren wichtigsten Rollen gehörten einige Opern, die Giovanni Simone Mayr für sie schrieb: die Zeliska in Mayrs L'amor coniugale (UA am 26. Juli 1805 in Padua), und die weibliche Titelrolle in Adelasia ed Aleramo an der Mailänder Scala. Nach der Uraufführung der letzteren am 26. Dezember 1806 schrieb der Giornale di Milano: „Signora Belloc hat meisterliche Fähigkeiten und eine Stimme - obwohl vielleicht ein bisschen schwach für unser Theater - von sehr großem Umfang und sehr seltener Flexibilität. Sie beherrscht auch ganz wunderbar die Kunst der Schauspielerei“. Die Interpretation der Adelasia war ein persönlicher „Triumph“ für Teresa Belloc, und sie sang diese Rolle auch in Turin (1807), Genua (1809), Neapel (1810) und Rom (1814).
In Turin war sie 1808 die Primadonna in der Premiere von Vincenzo Federicis La conquista delle Indie Orientali; einige Jahre später sang sie ebenfalls in Turin auch in den Uraufführungen der Berenice di Armenia von Soliva (Dezember 1816) und von Bonfichis Abradate e Dircea (Januar 1817).
Zwischen Juni 1810 und März 1811 war sie in Neapel, wo sie jedoch wegen Isabella Colbrans „fast uneingeschränkter Herrschaft“ in der Folgezeit nicht mehr auftrat.
Rossini schrieb für die Belloc die Partien der Isabella in L’inganno felice (1812, Venedig) und der Ninetta in seiner Semiseria La gazza ladra (1817, Mailand). Eine andere wichtige Glanzrolle der Belloc war die Titelrolle in Rossinis Tancredi.
1818 reiste sie nach London, wo sie unter dem Namen „Bellochi“ auftrat. Danach ging sie wieder zurück nach Mailand, und sang in den kommenden Jahren unter anderem als Primadonna in den Uraufführungen von Mercadantes Elisa e Claudio  (UA am 30. Oktober 1821) und Amleto (UA am 26. Dezember 1822). Belloc war auch die erste Interpretin der Giulia in Giovanni Pacinis Oper La Vestale  am 6. Februar 1823.
Nach einer glänzenden Karriere zog sie sich 1828 von der Bühne zurück und lebte von da an in San Giorgio Canavese. Sie soll reich und ein besonderer Liebling der Herzogin von Parma Maria Luigia gewesen sein. Nach einem Gichtleiden starb Teresa Belloc-Giorgi am 13. Mai 1855.

## Einzelanmerkungen
1. ↑  Name erscheint auch umgekehrt, siehe z. B.  „Giorgi-Belloc, Teresa“ in der List of Mercadante Role Creators auf der Website opera.stanford.edu (gesehen am 27. Juli 2019). Auf derselben Website erscheint sie aber bei Pacini-Opern unter dem Namen „Belloc-Giorgi, Teresa“ !
2. ↑  Auch „Belloc-Trombetta“, siehe: Francesco Regli: „Belloc-Trombetta Teresa“, in: Dizionario biografico: dei più celebri poeti ed artisti melodrammatici, tragici e comici, maestri, concertisti, coreografi, mimi, ballerini, scenografi, giornalisti, impresarii, ecc. ecc. che fiorirono in Italia dal 1800 al 1860, Turin, E. Dalmazzo, 1860, S. 52–53, online auf Google-Books (italienisch; gesehen am 28. Juli 2019)
3. 1 2 3 4 5 6  Susan Blyth-Schofield: Belloc-Giorgi, Teresa. In: Ludwig Finscher (Hrsg.): Die Musik in Geschichte und Gegenwart. Zweite Ausgabe, Personenteil, Band 2 (Bagatti – Bizet). Bärenreiter/Metzler, Kassel u. a. 1999, ISBN 3-7618-1112-8 (Online-Ausgabe, für Vollzugriff Abonnement erforderlich)
4. ↑  Siehe auch unter „Belloc-Giorgi, Teresa“ in der List of Pacini Role Creators auf der Website opera.stanford.edu (gesehen am 28. Juli 2019)
5. 1 2 3 4 5 6 7 8 9  Francesco Regli: „Belloc-Trombetta Teresa“, in: Dizionario biografico ..., Turin, …, 1860, S. 52–53, online auf Google-Books (italienisch; gesehen am 28. Juli 2019)
6. ↑  Regli behauptet allerdings, sie habe ihn erst um 1808 in Turin kennengelernt. Francesco Regli: „Belloc-Trombetta Teresa“, in: Dizionario biografico ..., Turin, 1860, S. 52–53, online auf Google-Books (italienisch)
7. 1 2 3 4 5 6 7  François-Joseph Fétis: „Belloc (Thérèse Giorgi)“, in: Biographie universelle des musiciens et bibliographie générale de la musique, Bd. 1, Paris, 1866-68, S. 329. Online auf gallica.bnf.fr  (französisch; gesehen am 28. Juli 2019)
8. ↑  Jeremy Commons: „Giovanni Simone Mayr: L'amor coniugale“, Booklet-Text zur CD-Box: A hundred years of italian Opera (verschiedene Künstler unter David Parry), Opera rara: ORCH 101, S. 112–119, hier: S. 112
9. 1 2  Jeremy Commons: „Giovanni Simone Mayr: Adelasia ed Aleramo“, Booklet-Text zur CD-Box: A hundred years of italian Opera (verschiedene Künstler unter David Parry), Opera rara: ORCH 101, S. 133–139, hier: S. 133–135
10. ↑  Siehe unter „Giorgi-Belloc, Teresa“ in der List of Mercadante Role Creators auf der Website opera.stanford.edu (gesehen am 28. Juli 2019).
11. ↑  Siehe „Belloc-Giorgi, Teresa“ in der List of Pacini Role Creators auf der Website opera.stanford.edu (gesehen am 28. Juli 2019)

| Personendaten    | Personendaten                                                                                                  |
| ---------------- | --- |
| NAME             | Belloc, Teresa                                                                                                 |
| ALTERNATIVNAMEN  | Belloc-Giorgi, Teresa; Bellochi, Teresa; Maria Teresa Giorgi; Belloc-Trombetta, Teresa; Giorgi Belloc, Thérèse |
| KURZBESCHREIBUNG | italienische Opernsängerin (Mezzosopran)                                                                       |
| GEBURTSDATUM     | 2. Juli 1784                                                                                                   |
| GEBURTSORT       | San Benigno Canavese                                                                                           |
| STERBEDATUM      | 13. Mai 1855                                                                                                   |
| STERBEORT        | San Giorgio Canavese                                                                                           |